# Strnad viničný
Strnad viničný (Emberiza cia) je středně velký jihoevropský druh pěvce z čeledi strnadovitých.

## Popis
Ve všech šatech má kontrastní kresbu na šedavé hlavě, tvořenou tmavými temenními proužky, očním proužkem a proužkem lemujícím tváře; břicho je rezavě hnědé, ocas má bílé krajní rýdováky. Samice je poněkud méně výrazná, občas je od samce nerozlišitelná. 

## Výskyt
Hnízdí na strmých kamenitých svazích nad horní hranicí lesa, občas také na pobřeží moře. V zimě sestupuje do nižších poloh.
Vzácně zaletuje také do České republiky, kde byl dosud zjištěn devětkrát, naposledy v květnu 1985 u Mikulova.

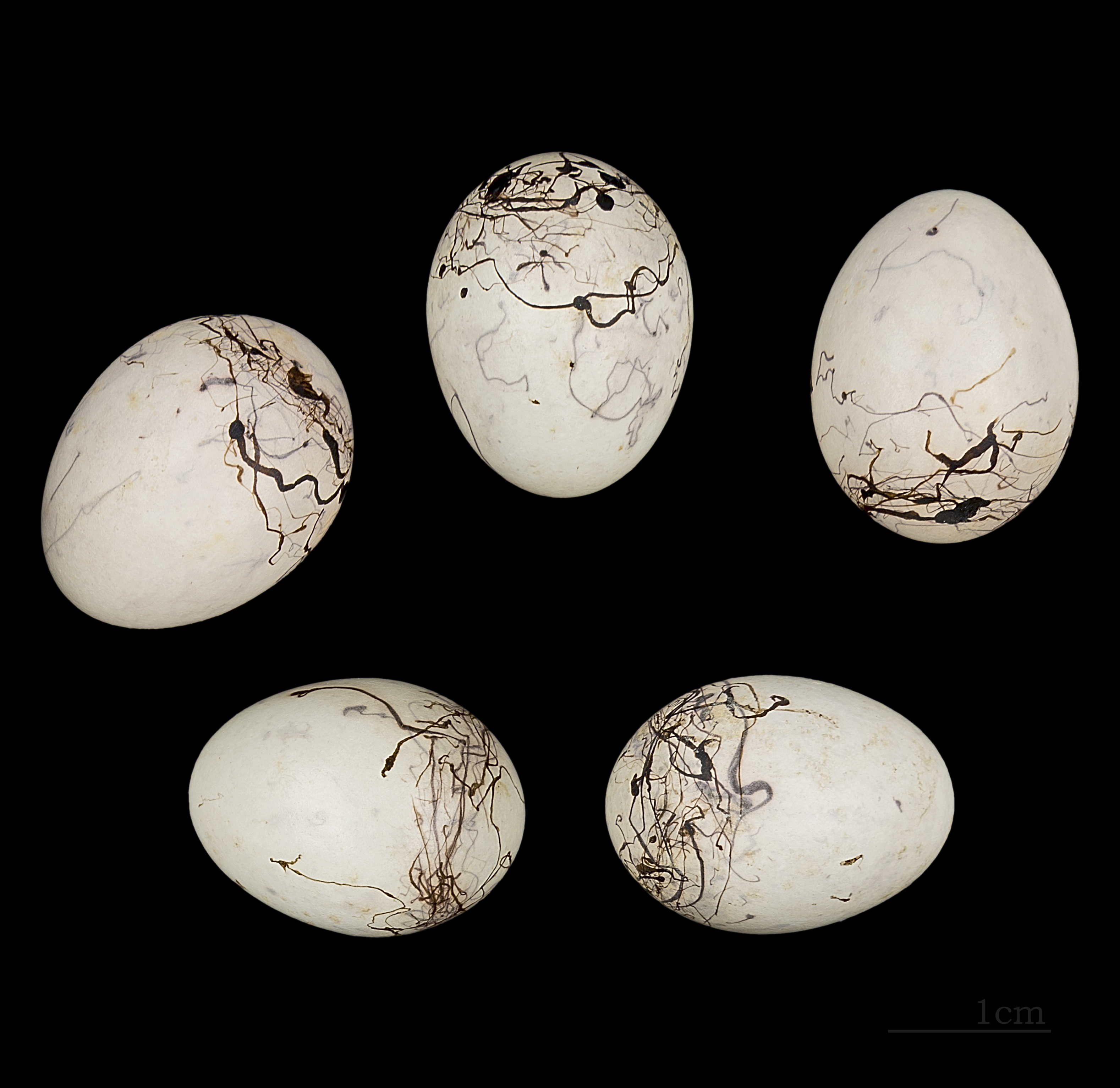
Vejce strnada viničného (Emberiza cia)